# Ауачапан
Ауачапа́н (исп. Ahuachapán) — город в западной части Сальвадора, близ границы с Гватемалой, административный центр одноимённого департамента.

## География
Город расположен у подножия вулкана Ла-Лагунита, в 45 км западнее города Санта-Ана, второго по величине в Сальвадоре. Население города в 2007 году составило 110 511 чел.

## История
Город основан на месте древнего поселения индейцев майя, которое называлось Гуекьяпам, а после вторжения испанцев — Агуеча. В 1862 году Ауачапан получил статус города, а с 1869 стал административным центром департамента одноимённого департамента.
В начале 1980-х годов, во время гражданской войны, в городе и его окрестностях шли кровопролитные бои.

## Экономика
Ауачапан — центр торговли кофе, сахаром, тропическими фруктами, зерном. Сахарная и табачная промышленность. На реке Молина построена ГЭС, близ водопада Малакатиупан находятся геотермальные источники, от которых работает геотермальная электростанция.